# 北美狩獵監督官博物館
北美狩獵監督官博物館（英語：North American Game Warden Museum）是一個位於美國和加拿大邊境上的博物館。它處在加拿大曼尼托巴省和北達科他州之間靠美國的一邊。1994年設立，在2005年成為永久博物館。
這個博物館由北美野生動物執法人員協會出資，目的是建立起狩獵監督官和環境執法人員的完備檔案並慶祝他們的功績。在其官方網站上，博物館聲明其目標是：“給予英雄以榮譽，教導公眾關於他們和他們所保護的環境的知識。”

## 歷史
北美狩獵監督官博物館坐落於國際和平公園，在1990年代它只是暫時設立的，在2005年成為永久博物館，原因是由於“其自然風光、位於北美中央的地理位置和是國際聞名的旅遊勝地。”

## 宗旨
其根本目的是目的是建立起狩獵監督官和環境執法人員的完備檔案並慶祝他們的功績。其機構具體名稱取決於它所處的司法管轄範圍。
這個博物館的管理人員提出了四重目標：
1. 保護在這個人口膨脹、過分擁擠的行星上的野生動物，通過執法者們的努力，造福後人。
2. 紀念狩獵監督官們，他們總是在最荒僻的地方孤獨地對抗著敵人。
3. 紀念隕落的英雄和其他的一些人們並且提高後來者的志氣，他們默默無聞無私奉獻。
4. 提高公眾對這一工作的認識，從而獲得更多的支持。[1]

## 狩獵監督官
主條目：狩獵監督官
面對有武裝的偷獵者，狩獵監督官總是一個孤立無援而且有致命危險的工作。這個博物館的目的之一就是要人們認識這些人的犧牲精神，這也有助於國家執法人員紀念館的工作。
隨著世界全球化，狩獵監督官的職務便不僅僅限於當地執法，例如維護瀕危野生動植物種國際貿易公約等。必要時，他們會協助相關的國家或聯邦機構，比如美國魚類及野生動物保護局或者加拿大環境部。
73名狩獵監督官被列在殉職警官紀念頁上。

## 外部連結
- 美國狩獵監督官博物館（页面存档备份，存于）
- 美國警官紀念堂
- 魚類和野生動物代理協會（页面存档备份，存于）
- 北美狩獵監督官博物館，中西部捕魚和狩獵執法人員協會
- Badge of Honor Memorial Foundation
- 北美野生動物執法人員協會
- 亞伯達狩獵監督官雜誌
- 國際狩獵監督官雜誌
- Ehlebracht、Mike，懷俄明州環境保護官：不同名字的老故事：Pogue和Elms：令人心痛的損失，國際狩獵監督官雜誌